# Lycodes rossi
Lycodes rossi är en fiskart som beskrevs av Malmgren, 1865. Lycodes rossi ingår i släktet Lycodes och familjen tånglakefiskar. Inga underarter finns listade i Catalogue of Life.